# Henri Pourrat
Henri Pourrat (7. května 1887 Ambert, Francie – 16. července 1959, tamtéž) byl francouzský spisovatel, sběratel lidových příběhů a pohádek v oblasti Auvergne.
Stát se spisovatelem nebylo Pourratovým původním záměrem. Na tuto životní dráhu jej přivedla tuberkulóza, jejíž léčba vyžadovala pobyt na čerstvém vzduchu. Při toulkách po okolí města Ambert začal sbírat a zapisovat lidové příběhy.
Do češtiny jeho dílo překládali bratři Jan a Václav Čepovi, později Jiří Reynek.

## Dílo

### Česky vyšlo
- Kašpar z hor (Gaspar des Montagnes), česky v letech 1932, 1969, 2001
- O píšťalce a jiné příhody
- O Půlpánovi a jiné příhody
- Poklady z Auvergne
- O řeřavých očích